# Кошаркашка лига Србије 2023/24.
Кошаркашка лига Србије у сезони 2023/24. је осамнаесто такмичење организовано под овим именом од оснивања лиге 2006. и то је први степен такмичења у Србији. Нижи ранг је Друга лига Србије. Спортска кладионица АдмиралБет је ове сезоне насловни спонзор Кошаркашке лиге Србије.

## Систем такмичења
Први део лиге броји шеснаест екипа и игра се у 30 кола по двоструком бод систему. У њему се надмећу сви тимови који су обезбедили учешће у овој сезони Кошаркашке лиге Србије, изузев клубова који су учесници првог ранга Јадранске лиге. Два првопласирана клуба на крају такмичења у оквиру првог дела лиге обезбеђују директан пласман у наредну сезону Друге Јадранске лиге. Два најлошије пласирана тима на крају такмичења у оквиру првог дела лиге наредне сезоне играју у Другој лиги Србије.
У другом делу се прикључује пет српских тимова који учествују у првом рангу Јадранске лиге и заједно са три првопласирана клуба из првог дела Кошаркашке лиге Србије формирају Суперлигу Србије. Суперлига броји осам клубова и подељена је у две групе са по 4 екипе. Такмичење унутар група одвија се по двокружном бод систему у шест кола.
Две првопласиране екипе из сваке групе учествују у завршном доигравању за титулу (плеј-офу) и у полуфиналу упарују по систему А1—Б2 и Б1—А2. Полуфинални дуели се играју на две, а финални на три добијене утакмице, а предност домаћег терена у плеј-офу се утврђује на основу следећих критеријума: пласман у групи Суперлиге, па пласман у Првој Јадранској лиги, па пласман у Првој лиги Србије.

## Први део такмичења

### Клубови у сезони 2023/24.
| Клуб                  | Место      | Дворана                        | Капацитет |
| --------------------- | ---------- | ------------------------------ | --------- |
| Војводина МТС         | Нови Сад   | СПЕНС                          | 7.022     |
| Вршац                 | Вршац      | Центар Миленијум               | 5.000     |
| Динамик Балкан бет    | Београд    | Хала спортова Нови Београд     | 5.000     |
| Здравље               | Лесковац   | СРЦ Дубочица                   | 3.600     |
| Златибор Голд гондола | Чајетина   | Спортска хала КСЦ              | 500       |
| Металац               | Ваљево     | Хала спортова 15. септембар    | 2.500     |
| Младост Максбет       | Београд    | Спортски центар Мастер         | 736       |
| Нови Пазар            | Нови Пазар | Спортска дворана Пендик        | 1.600     |
| ОКК Београд           | Београд    | Тренинг центар Дејан Милојевић | 700       |
| Слобода               | Ужице      | Спортска хала Велики парк      | 2.200     |
| Слога                 | Краљево    | Хала спортова Краљево          | 3.331     |
| Спартак Офис шуз      | Суботица   | Хала спортова Дудова шума      | 3.000     |
| СПД Раднички          | Крагујевац | Спортска хала Језеро           | 3.570     |
| Тамиш                 | Панчево    | Спортска хала Стрелиште        | 1.100     |
| Чачак 94 Квантокс     | Чачак      | Хала Борца крај Мораве         | 4.000     |
| Џокер                 | Сомбор     | Градска хала Мостонга          | 1.400     |

Легенда:
|  | Тимови који се такмиче у Другој Јадранској лиги 2023/24. |

### Резултати
Домаћини су наведени у левој колони.
| Екипа                 | ВОЈ   | ВРШ    | ДИН    | ЗДР    | ЗЛА    | МЕТ    | МЛА   | НПА    | ОКК    | СЛО    | СЛГ    | СПА   | СПД   | ТАМ     | ЧАЧ    | ЏОК    |
| --------------------- | ----- | ------ | ------ | ------ | ------ | ------ | ----- | ------ | ------ | ------ | ------ | ----- | ----- | ------- | ------ | ------ |
| Војводина МТС         | XXX   | 80:72  | 83:79  | 104:85 | 81:76  | 84:66  | 97:57 | 96:84  | 91:76  | 86:71  | 80:67  | 91:87 | 93:83 | 100:65  | 89:77  | 96:92  |
| Вршац                 | 89:86 | XXX    | 98:93  | 82:76  | 101:86 | 91:85  | 89:78 | 103:92 | 97:99  | 95:84  | 91:72  | 87:66 | 94:83 | 99:76   | 92:78  | 99:91  |
| Динамик Балкан бет    | 69:72 | 86:93  | XXX    | 102:72 | 82:68  | 80:98  | 85:81 | 94:81  | 84:80  | 88:78  | 96:76  | 61:76 | 85:76 | 80:66   | 48:75  | 94:98  |
| Здравље               | 85:93 | 90:103 | 67:88  | XXX    | 91:98  | 101:92 | 91:77 | 87:82  | 100:99 | 84:94  | 90:88  | 66:89 | 78:82 | 77:92   | 78:88  | 83:89  |
| Златибор Голд гондола | 74:82 | 87:85  | 82:76  | 100:83 | XXX    | 101:91 | 98:90 | 80:72  | 103:97 | 95:89  | 86:59  | 96:90 | 92:84 | 105:95  | 82:78  | 92:85  |
| Металац               | 94:88 | 89:96  | 82:74  | 94:79  | 83:90  | XXX    | 84:73 | 101:92 | 111:94 | 84:95  | 89:84  | 84:76 | 76:72 | 63:56   | 73:86  | 84:96  |
| Младост Максбет       | 79:80 | 81:76  | 81:62  | 109:87 | 81:82  | 105:96 | XXX   | 102:62 | 84:88  | 68:97  | 96:84  | 82:79 | 70:76 | 82:73   | 86:80  | 76:99  |
| Нови Пазар            | 71:77 | 85:94  | 85:95  | 99:89  | 75:86  | 84:85  | 77:68 | XXX    | 78:74  | 76:87  | 67:79  | 73:78 | 96:87 | 86:78   | 75:85  | 74:93  |
| ОКК Београд           | 87:90 | 91:85  | 93:91  | 108:93 | 91:93  | 111:96 | 96:95 | 79:87  | XXX    | 83:100 | 98:97  | 66:90 | 77:82 | 105:110 | 88:101 | 92:78  |
| Слобода Ужице         | 74:81 | 82:84  | 103:74 | 75:73  | 93:87  | 103:82 | 84:91 | 83:90  | 100:72 | XXX    | 86:70  | 66:80 | 85:87 | 81:73   | 83:78  | 82:94  |
| Слога                 | 91:99 | 70:89  | 84:81  | 81:79  | 64:76  | 98:92  | 91:80 | 104:72 | 82:70  | 80:87  | XXX    | 85:96 | 84:75 | 70:75   | 72:63  | 102:69 |
| Спартак Офис шуз      | 83:72 | 84:77  | 85:71  | 96:68  | 79:71  | 99:78  | 95:69 | 88:72  | 97:70  | 106:89 | 99:80  | XXX   | 86:61 | 95:64   | 113:96 | 104:84 |
| СПД Раднички          | 81:93 | 79:84  | 75:85  | 94:77  | 72:55  | 86:80  | 79:70 | 99:87  | 80:70  | 74:79  | 78:72  | 64:83 | XXX   | 99:76   | 84:75  | 80:78  |
| Тамиш                 | 71:68 | 84:94  | 67:73  | 82:69  | 78:88  | 97:95  | 80:76 | 109:82 | 85:89  | 76:79  | 97:84  | 68:94 | 79:81 | XXX     | 85:91  | 99:93  |
| Чачак 94 Квантокс     | 72:73 | 94:90  | 78:52  | 92:61  | 68:80  | 83:61  | 80:65 | 77:73  | 77:81  | 88:79  | 91:75  | 72:67 | 65:68 | 84:64   | XXX    | 85:87  |
| Џокер                 | 68:76 | 90:82  | 95:81  | 85:74  | 77:85  | 105:72 | 94:82 | 90:79  | 78:86  | 85:112 | 98:104 | 80:84 | 74:52 | 85:71   | 87:79  | XXX    |

### Резултати по колима
| 1. коло, 29.9—1.10.2023.    |        |
| Чачак 94 — Златибор         | 68:80  |
| Младост — Вршац             | 81:76  |
| Здравље — Металац           | 101:92 |
| СПД Раднички — Тамиш        | 99:76  |
| Џокер — Слога               | 98:104 |
| Слобода — Нови Пазар        | 83:90  |
| ОКК Београд — Динамик       | 93:91  |
| Војводина — Спартак (18.10) | 91:87  |

| 2. коло, 6—8.10.2023.     |        |
| Златибор — ОКК Београд    | 103:97 |
| Слога — Спартак           | 85:96  |
| Вршац — Војводина         | 89:86  |
| Тамиш — Чачак 94          | 85:91  |
| Металац — Младост         | 84:73  |
| Динамик — Здравље         | 102:72 |
| Џокер — Слобода           | 85:112 |
| Нови Пазар — СПД Раднички | 96:87  |

| 3. коло, 13—16.10.2023. |         |
| Чачак 94 — Нови Пазар   | 77:73   |
| Младост — Динамик       | 81:62   |
| Спартак — Вршац         | 84:77   |
| Слобода — Слога         | 86:70   |
| СПД Раднички — Џокер    | 80:78   |
| Војводина — Металац     | 84:66   |
| ОКК Београд — Тамиш     | 105:110 |
| Здравље — Златибор      | 91:98   |

| 4. коло, 21—22.10.2023.  |       |
| Златибор — Младост       | 98:90 |
| Нови Пазар — ОКК Београд | 78:74 |
| Металац — Спартак        | 84:76 |
| Џокер — Чачак 94         | 87:79 |
| Слобода — СПД Раднички   | 85:87 |
| Слога — Вршац            | 70:89 |
| Тамиш — Здравље          | 82:69 |
| Динамик — Војводина      | 69:72 |

| 5. коло, 27—29.10.2023. |       |
| СПД Раднички — Слога    | 78:72 |
| Чачак 94 — Слобода      | 88:79 |
| Младост — Тамиш         | 82:73 |
| Здравље — Нови Пазар    | 87:82 |
| Вршац — Металац         | 91:85 |
| Спартак — Динамик       | 85:71 |
| ОКК Београд — Џокер     | 92:78 |
| Војводина — Златибор    | 81:76 |

| 6. коло, 3—5.11.2023.   |        |
| Слога — Металац         | 98:92  |
| Златибор — Спартак      | 96:90  |
| Нови Пазар — Младост    | 77:68  |
| СПД Раднички — Чачак 94 | 84:75  |
| Тамиш — Војводина       | 71:68  |
| Џокер — Здравље         | 85:74  |
| Слобода — ОКК Београд   | 100:72 |
| Динамик — Вршац         | 86:93  |

| 7. коло, 12.11.2023.       |        |
| Спартак — Тамиш            | 95:64  |
| Војводина — Нови Пазар     | 96:84  |
| Здравље — Слобода          | 84:94  |
| Младост — Џокер            | 76:99  |
| Чачак 94 — Слога           | 91:75  |
| Вршац — Златибор           | 101:86 |
| ОКК Београд — СПД Раднички | 77:82  |
| Металац — Динамик          | 82:74  |

| 8. коло, 15.11.2023.         |        |
| Тамиш — Вршац                | 84:94  |
| Слобода — Младост            | 84:91  |
| СПД Раднички — Здравље       | 94:77  |
| Слога — Динамик              | 84:81  |
| Чачак 94 — ОКК Београд       | 77:81  |
| Нови Пазар — Спартак (22.11) | 73:78  |
| Џокер — Војводина (22.11)    | 68:76  |
| Златибор — Металац (23.11)   | 101:91 |

| 9. коло, 18.11.2023.        |        |
| Младост — СПД Раднички      | 70:76  |
| Здравље — Чачак 94          | 78:88  |
| Вршац — Нови Пазар          | 103:92 |
| ОКК Београд — Слога         | 98:97  |
| Металац — Тамиш             | 63:56  |
| Војводина — Слобода (29.11) | 86:71  |
| Спартак — Џокер (29.11)     | 104:84 |
| Динамик — Златибор (29.11)  | 82:68  |

| 10. коло, 24—27.11.2023. |        |
| Слобода — Спартак        | 66:80  |
| Чачак 94 — Младост       | 80:65  |
| Тамиш — Динамик          | 67:73  |
| Џокер — Вршац            | 90:82  |
| Слога — Златибор         | 64:76  |
| СПД Раднички — Војводина | 81:93  |
| ОКК Београд — Здравље    | 108:93 |
| Нови Пазар — Металац     | 84:85  |

| 11. коло, 2—3.12.2023. |        |
| Здравље — Слога        | 90:88  |
| Младост — ОКК Београд  | 84:88  |
| Вршац — Слобода        | 95:84  |
| Спартак — СПД Раднички | 86:61  |
| Металац — Џокер        | 84:96  |
| Војводина — Чачак 94   | 89:77  |
| Динамик — Нови Пазар   | 94:81  |
| Златибор — Тамиш       | 105:95 |

| 12. коло, 8—9.12.2023.  |        |
| Слога — Тамиш           | 70:75  |
| Чачак 94 — Спартак      | 72:67  |
| СПД Раднички — Вршац    | 79:84  |
| Здравље — Младост       | 91:77  |
| Нови Пазар — Златибор   | 75:86  |
| Слобода — Металац       | 103:82 |
| Џокер — Динамик         | 95:81  |
| ОКК Београд — Војводина | 87:90  |

| 13. коло, 12—13.12.2023. |        |
| Војводина — Здравље      | 104:85 |
| Динамик — Слобода        | 88:78  |
| Младост — Слога          | 96:84  |
| Вршац — Чачак 94         | 92:78  |
| Златибор — Џокер         | 92:85  |
| Тамиш — Нови Пазар       | 109:82 |
| Спартак — ОКК Београд    | 97:70  |
| Металац — СПД Раднички   | 76:72  |

| 14. коло, 16—17.12.2023. |        |
| Младост — Војводина      | 79:80  |
| Слобода — Златибор       | 93:87  |
| Спартак — Здравље        | 96:68  |
| Слога — Нови Пазар       | 104:72 |
| СПД Раднички — Динамик   | 75:85  |
| Чачак 94 — Металац       | 83:61  |
| ОКК Београд — Вршац      | 91:85  |
| Џокер — Тамиш            | 85:71  |

| 15. коло, 23—26.12.2023. |        |
| Динамик — Чачак 94       | 48:75  |
| Вршац — Здравље          | 82:76  |
| Металац — ОКК Београд    | 111:94 |
| Тамиш — Слобода          | 76:79  |
| Нови Пазар — Џокер       | 74:93  |
| Златибор — СПД Раднички  | 92:84  |
| Војводина — Слога        | 80:67  |
| Спартак — Младост        | 95:69  |

| 16. коло, 4—6.1.2024. |        |
| Нови Пазар — Слобода  | 76:87  |
| Златибор — Чачак 94   | 82:78  |
| Динамик — ОКК Београд | 84:80  |
| Тамиш — СПД Раднички  | 79:81  |
| Слога — Џокер         | 102:69 |
| Спартак — Војводина   | 83:72  |
| Вршац — Младост       | 89:78  |
| Металац — Здравље     | 94:79  |

| 17. коло, 13—14.1.2024.   |        |
| Војводина — Вршац         | 80:72  |
| Младост — Металац         | 105:96 |
| Здравље — Динамик         | 67:88  |
| СПД Раднички — Нови Пазар | 99:87  |
| Слобода — Џокер           | 82:94  |
| Спартак — Слога           | 99:80  |
| ОКК Београд — Златибор    | 91:93  |
| Чачак 94 — Тамиш          | 84:64  |

| 18. коло, 19—22.1.2024.  |        |
| Слога — Слобода          | 80:87  |
| Златибор — Здравље       | 100:83 |
| Металац — Војводина      | 94:88  |
| Нови Пазар — Чачак 94    | 75:85  |
| Вршац — Спартак          | 87:66  |
| Тамиш — ОКК Београд      | 85:89  |
| Џокер — СПД Раднички     | 74:52  |
| Динамик — Младост (29.1) | 85:81  |

| 19. коло, 25—27.1.2024.  |       |
| Војводина — Динамик      | 83:79 |
| Спартак — Металац        | 99:78 |
| Младост — Златибор       | 81:82 |
| ОКК Београд — Нови Пазар | 79:87 |
| Здравље — Тамиш          | 77:92 |
| Чачак 94 — Џокер         | 85:87 |
| Вршац — Слога            | 91:72 |
| СПД Раднички — Слобода   | 74:79 |

| 20. коло, 3—5. и 7.2.2024. |       |
| Слобода — Чачак 94         | 83:78 |
| Нови Пазар — Здравље       | 99:89 |
| Металац — Вршац            | 89:96 |
| Тамиш — Младост            | 80:76 |
| Џокер — ОКК Београд        | 78:86 |
| Динамик — Спартак          | 61:76 |
| Златибор — Војводина       | 74:82 |
| Слога — СПД Раднички       | 84:75 |

| 21. коло, 9—12.2.2024.  |        |
| Чачак 94 — СПД Раднички | 65:68  |
| Војводина — Тамиш       | 100:65 |
| Вршац — Динамик         | 98:93  |
| Металац — Слога         | 89:84  |
| Спартак — Златибор      | 79:71  |
| ОКК Београд — Слобода   | 83:100 |
| Здравље — Џокер         | 83:89  |
| Младост — Нови Пазар    | 102:62 |

| 22. коло, 27—28.2.2024.    |       |
| Динамик — Металац          | 80:98 |
| Златибор — Вршац           | 87:85 |
| СПД Раднички — ОКК Београд | 80:70 |
| Слобода — Здравље          | 75:73 |
| Џокер — Младост            | 94:82 |
| Нови Пазар — Војводина     | 71:77 |
| Тамиш — Спартак            | 68:94 |
| Слога — Чачак 94           | 72:63 |

| 23. коло, 2—4.3.2024.  |        |
| Војводина — Џокер      | 96:92  |
| Здравље — СПД Раднички | 78:82  |
| ОКК Београд — Чачак 94 | 88:101 |
| Динамик — Слога        | 96:76  |
| Вршац — Тамиш          | 99:76  |
| Металац — Златибор     | 83:90  |
| Спартак — Нови Пазар   | 88:72  |
| Младост — Слобода      | 68:97  |

| 24. коло, 9.3.2024.    |       |
| Чачак 94 — Здравље     | 92:61 |
| СПД Раднички — Младост | 79:70 |
| Нови Пазар — Вршац     | 85:94 |
| Златибор — Динамик     | 82:76 |
| Тамиш — Металац        | 97:95 |
| Џокер — Спартак        | 80:84 |
| Слога — ОКК Београд    | 82:70 |
| Слобода — Војводина    | 74:81 |

| 25. коло, 14—16.3.2024.  |        |
| Војводина — СПД Раднички | 93:83  |
| Спартак — Слобода        | 106:89 |
| Златибор — Слога         | 86:59  |
| Динамик — Тамиш          | 80:66  |
| Младост — Чачак 94       | 86:80  |
| Здравље — ОКК Београд    | 100:99 |
| Вршац — Џокер            | 99:91  |
| Металац — Нови Пазар     | 101:92 |

| 26. коло, 23—24. и 26—27.3.2024. |        |
| Слога — Здравље                  | 81:79  |
| Џокер — Металац                  | 105:72 |
| Слобода — Вршац                  | 82:84  |
| ОКК Београд — Младост            | 96:95  |
| Нови Пазар — Динамик             | 85:95  |
| СПД Раднички — Спартак           | 64:83  |
| Тамиш — Златибор                 | 78:88  |
| Чачак 94 — Војводина             | 72:73  |

| 27. коло, 28—30.3.2024. |        |
| Динамик — Џокер         | 94:98  |
| Младост — Здравље       | 109:87 |
| Златибор — Нови Пазар   | 80:72  |
| Војводина — ОКК Београд | 91:76  |
| Спартак — Чачак 94      | 113:96 |
| Вршац — СПД Раднички    | 94:83  |
| Тамиш — Слога           | 97:84  |
| Металац — Слобода       | 84:95  |

| 28. коло, 2—3.4.2024.  |        |
| ОКК Београд — Спартак  | 66:90  |
| Џокер — Златибор       | 77:85  |
| Здравље — Војводина    | 85:93  |
| СПД Раднички — Металац | 86:80  |
| Чачак 94 — Вршац       | 94:90  |
| Слобода — Динамик      | 103:74 |
| Слога — Младост        | 91:80  |
| Нови Пазар — Тамиш     | 86:78  |

| 29. коло, 5—7.4.2024.  |       |
| Здравље — Спартак      | 66:89 |
| Златибор — Слобода     | 95:89 |
| Динамик — СПД Раднички | 85:76 |
| Војводина — Младост    | 97:57 |
| Вршац — ОКК Београд    | 97:99 |
| Металац — Чачак 94     | 73:86 |
| Тамиш — Џокер          | 99:93 |
| Нови Пазар — Слога     | 67:79 |

| 30. коло, 11—13.4.2024. |        |
| ОКК Београд — Металац   | 111:96 |
| Здравље — Вршац         | 90:103 |
| СПД Раднички — Златибор | 72:55  |
| Џокер — Нови Пазар      | 90:79  |
| Младост — Спартак       | 82:79  |
| Чачак 94 — Динамик      | 78:52  |
| Слобода — Тамиш         | 81:73  |
| Слога — Војводина       | 91:99  |

Легенда:

### Табела
|     | Тим                   | Игр. | Поб. | Изг. | П+   | П-   | П+/- | Бод |
| --- | --------------------- | ---- | ---- | ---- | ---- | ---- | ---- | --- |
| 1.  | Војводина МТС         | 30   | 26   | 4    | 2581 | 2325 | +256 | 56  |
| 2.  | Спартак Офис шуз      | 30   | 24   | 6    | 2644 | 2263 | +381 | 54  |
| 3.  | Златибор Голд гондола | 30   | 23   | 7    | 2594 | 2472 | +122 | 53  |
| 4.  | Вршац                 | 30   | 22   | 8    | 2711 | 2517 | +194 | 52  |
| 5.  | Слобода Ужице         | 30   | 17   | 13   | 2600 | 2484 | +116 | 47  |
| 6.  | Џокер                 | 30   | 16   | 14   | 2617 | 2561 | +56  | 46  |
| 7.  | СПД Раднички          | 30   | 16   | 14   | 2373 | 2398 | -25  | 46  |
| 8.  | Чачак 94 Квантокс     | 30   | 16   | 14   | 2436 | 2311 | +125 | 46  |
| 9.  | Динамик Балкан бет    | 30   | 13   | 17   | 2409 | 2448 | -39  | 43  |
| 10. | Металац               | 30   | 12   | 18   | 2560 | 2679 | -119 | 42  |
| 11. | ОКК Београд           | 30   | 12   | 18   | 2610 | 2735 | -125 | 42  |
| 12. | Слога                 | 30   | 11   | 19   | 2449 | 2545 | -96  | 41  |
| 13. | Младост Максбет       | 30   | 10   | 20   | 2434 | 2541 | -107 | 40  |
| 14. | Тамиш                 | 30   | 10   | 20   | 2391 | 2567 | -176 | 40  |
| 15. | Нови Пазар            | 30   | 7    | 23   | 2408 | 2647 | -239 | 37  |
| 16. | Здравље               | 30   | 5    | 25   | 2433 | 2757 | -324 | 35  |

Легенда:

### Појединачне награде

#### Најкориснији играчи кола
| Коло | Играч                | Екипа                 | Индекс |
| ---- | -------------------- | --------------------- | ------ |
| 1.   | Богољуб Марковић     | ОКК Београд           | 41     |
| 2.   | Вук Боровчанин       | Слобода Ужице         | 34     |
| 3.   | Виктор Ковачевић     | Златибор Голд гондола | 40     |
| 4.   | Виктор Ковачевић (2) | Златибор Голд гондола | 34     |
| 5.   | Закери Харви         | Здравље               | 41     |
| 6.   | Сава Лешић           | Металац               | 48     |
| 7.   | Закери Харви (2)     | Здравље               | 40     |
| 8.   | Михајло Мушикић      | Слобода Ужице         | 42     |
| 9.   | Димитрије Николић    | Златибор Голд гондола | 35     |
| 10.  | Закери Харви (3)     | Здравље               | 39     |
| 11.  | Стефан Симић         | Здравље               | 42     |
| 12.  | Нелсон Филипс        | Вршац                 | 36     |
| 13.  | Виктор Ковачевић (3) | Златибор Голд гондола | 36     |
| 14.  | Никола Гашић         | Чачак 94 Квантокс     | 36     |
| 15.  | Сава Лешић (2)       | Металац               | 42     |
| 16.  | Кени Дај             | Металац               | 30     |
| 17.  | Рашан Дејвис         | Џокер                 | 41     |
| 18.  | Богољуб Марковић (2) | ОКК Београд           | 43     |
| 19.  | Ерал Пен             | Динамик Балкан бет    | 32     |
| 20.  | Стефан Матовић       | Слога                 | 41     |
| 21.  | Михајло Петровић     | ОКК Београд           | 41     |
| 22.  | Брано Ђукановић      | Златибор Голд гондола | 35     |
| 23.  | Закари Симонс        | Џокер                 | 39     |
| 24.  | Сава Лешић (3)       | Металац               | 47     |
| 25.  | Закари Симонс (2)    | Џокер                 | 29     |
| 26.  | Брано Ђукановић (2)  | Златибор Голд гондола | 35     |
| 27.  | Никола Гашић (2)     | Чачак 94 Квантокс     | 37     |
| 28.  | Марко Тејић          | Спартак офис шуз      | 39     |
| 29.  | Стефан Лакић         | Чачак 94 Квантокс     | 40     |
| 30.  | Богољуб Марковић (3) | ОКК Београд           | 45     |

## Суперлига Србије

### Клубови у сезони 2023/24.
| Клуб                       | Место    | Дворана                        | Капацитет |
| -------------------------- | -------- | ------------------------------ | --------- |
| Борац Моцарт               | Чачак    | Хала Борца крај Мораве         | 4.000     |
| Војводина                  | Нови Сад | СПЕНС                          | 7.022     |
| Мега МИС                   | Београд  | Тренинг центар Дејан Милојевић | 700       |
| Партизан Моцарт бет        | Београд  | Београдска арена               | 18.386    |
| Спартак Офис шуз           | Суботица | Хала спортова Дудова шума      | 3.000     |
| ФМП Сокербет               | Београд  | Дворана Железник               | 3.000     |
| Црвена звезда Меридијанбет | Београд  | Хала Пионир                    | 8.150     |

Легенда:
|  | Тимови који се такмиче у Јадранској лиги 2023/24. |

### Прво коло
* Први пар:
| 19. 4. 2024. 19:00 | Извештај | Борац Моцарт                                                                                           | 95 : 92 | Спартак офис шуз                                    | Хала Борца крај Мораве, Чачак Гледаоци: 1.000 Судије: Миливоје Јовчић, Урош Обркнежевић, Немања Нинковић |  |
| 19. 4. 2024. 19:00 | Извештај | Четвртине: 29 : 19, 26 : 17, 22 : 22, 18 : 27                                                          |         |                                                     | Хала Борца крај Мораве, Чачак Гледаоци: 1.000 Судије: Миливоје Јовчић, Урош Обркнежевић, Немања Нинковић |  |
| 19. 4. 2024. 19:00 | Извештај | Поени: Чарапић 22 Скокови: три играча 6 Асистенције: Тасић, Ускоковић 6 Индекс: Манојловић, Чарапић 21 |         | Цветковић 41 Степановић 11 Цветковић 5 Цветковић 44 | Хала Борца крај Мораве, Чачак Гледаоци: 1.000 Судије: Миливоје Јовчић, Урош Обркнежевић, Немања Нинковић |  |
| 19. 4. 2024. 19:00 | Извештај | 1 : 0                                                                                                  |         |                                                     | Хала Борца крај Мораве, Чачак Гледаоци: 1.000 Судије: Миливоје Јовчић, Урош Обркнежевић, Немања Нинковић |  |

| 30. 4. 2024. 19:00 | Извештај | Спартак офис шуз                                                                                     | 70 : 95 | Борац Моцарт                           | Хала спортова Дудова шума, Суботица Гледаоци: 500 Судије: Марко Јурас, Иван Стефановић, Лука Манојловић |  |
| 30. 4. 2024. 19:00 | Извештај | Четвртине: 19 : 23, 19 : 25, 15 : 25, 17 : 22                                                        |         |                                        | Хала спортова Дудова шума, Суботица Гледаоци: 500 Судије: Марко Јурас, Иван Стефановић, Лука Манојловић |  |
| 30. 4. 2024. 19:00 | Извештај | Поени: Мареља, Церовина 12 Скокови: Кутлешић, Церовина 4 Асистенције: Церовина 6 Индекс: Церовина 13 |         | Ускоковић 28 Тасић 12 Тасић 8 Тасић 36 | Хала спортова Дудова шума, Суботица Гледаоци: 500 Судије: Марко Јурас, Иван Стефановић, Лука Манојловић |  |
| 30. 4. 2024. 19:00 | Извештај | 0 : 2                                                                                                |         |                                        | Хала спортова Дудова шума, Суботица Гледаоци: 500 Судије: Марко Јурас, Иван Стефановић, Лука Манојловић |  |

* Други пар:
| 20. 4. 2024. 18:00 | Извештај | ФМП Сокербет                                                                         | 77 : 68 | Војводина МТС                                       | Дворана Железник, Београд Гледаоци: 576 Судије: Стефан Ћалић, Александар Милојевић, Владимир Томић |  |
| 20. 4. 2024. 18:00 | Извештај | Четвртине: 22 : 21, 19 : 13, 29 : 14, 7 : 20                                         |         |                                                     | Дворана Железник, Београд Гледаоци: 576 Судије: Стефан Ћалић, Александар Милојевић, Владимир Томић |  |
| 20. 4. 2024. 18:00 | Извештај | Поени: Ребец, Шарановић 11 Скокови: Кузмић 10 Асистенције: Ребец 5 Индекс: Кузмић 18 |         | Ракићевић 16 Николић 6 Бумбић, Љубичић 3 Вучетић 17 | Дворана Железник, Београд Гледаоци: 576 Судије: Стефан Ћалић, Александар Милојевић, Владимир Томић |  |
| 20. 4. 2024. 18:00 | Извештај | 1 : 0                                                                                |         |                                                     | Дворана Железник, Београд Гледаоци: 576 Судије: Стефан Ћалић, Александар Милојевић, Владимир Томић |  |

| 27. 4. 2024. 16:30 | Извештај | Војводина МТС                                                                    | 65 : 93 | ФМП Сокербет                                  | Велика сала СПЕНС-а, Нови Сад Гледаоци: 400 Судије: Илија Белошевић, Владимир Јевтовић, Владимир Весковић |  |
| 27. 4. 2024. 16:30 | Извештај | Четвртине: 14 : 22, 23 : 26, 19 : 19, 9 : 26                                     |         |                                               | Велика сала СПЕНС-а, Нови Сад Гледаоци: 400 Судије: Илија Белошевић, Владимир Јевтовић, Владимир Весковић |  |
| 27. 4. 2024. 16:30 | Извештај | Поени: Николић 12 Скокови: Вучетић 9 Асистенције: Ракићевић 3 Индекс: Вучетић 20 |         | Суботић 16 Кузмић 8 Новак, Ребец 5 Суботић 26 | Велика сала СПЕНС-а, Нови Сад Гледаоци: 400 Судије: Илија Белошевић, Владимир Јевтовић, Владимир Весковић |  |
| 27. 4. 2024. 16:30 | Извештај | 0 : 2                                                                            |         |                                               | Велика сала СПЕНС-а, Нови Сад Гледаоци: 400 Судије: Илија Белошевић, Владимир Јевтовић, Владимир Весковић |  |

### Друго коло
| 4. 5. 2024. 18:00 | Извештај | Борац Моцарт                                                                     | 87 : 90 | ФМП Сокербет                            | Хала Борца крај Мораве, Чачак Гледаоци: 800 Судије: Илија Белошевић, Милош Хаџић, Владимир Томић |  |
| 4. 5. 2024. 18:00 | Извештај | Четвртине: 21 : 25, 16 : 26, 29 : 20, 21 : 19                                    |         |                                         | Хала Борца крај Мораве, Чачак Гледаоци: 800 Судије: Илија Белошевић, Милош Хаџић, Владимир Томић |  |
| 4. 5. 2024. 18:00 | Извештај | Поени: Тасић 32 Скокови: Манојловић 13 Асистенције: Ускоковић 6 Индекс: Тасић 45 |         | Новак 20 Степановић 10 Ребец 5 Новак 22 | Хала Борца крај Мораве, Чачак Гледаоци: 800 Судије: Илија Белошевић, Милош Хаџић, Владимир Томић |  |
| 4. 5. 2024. 18:00 | Извештај | 0 : 1                                                                            |         |                                         | Хала Борца крај Мораве, Чачак Гледаоци: 800 Судије: Илија Белошевић, Милош Хаџић, Владимир Томић |  |

| 8. 5. 2024. 18:00 | Извештај | ФМП Сокербет                                                                   | 111 : 90 | Борац Моцарт                                   | Дворана Железник, Београд Гледаоци: 428 Судије: Владимир Јевтовић, Стефан Ћалић, Александар Милојевић |  |
| 8. 5. 2024. 18:00 | Извештај | Четвртине: 21 : 22, 33 : 25, 30 : 24, 27 : 19                                  |          |                                                | Дворана Железник, Београд Гледаоци: 428 Судије: Владимир Јевтовић, Стефан Ћалић, Александар Милојевић |  |
| 8. 5. 2024. 18:00 | Извештај | Поени: Робертс 42 Скокови: Шарановић 5 Асистенције: Новак 4 Индекс: Робертс 49 |          | Тасић 23 Николић 8 Тасић, Ускоковић 8 Тасић 31 | Дворана Железник, Београд Гледаоци: 428 Судије: Владимир Јевтовић, Стефан Ћалић, Александар Милојевић |  |
| 8. 5. 2024. 18:00 | Извештај | 2 : 0                                                                          |          |                                                | Дворана Железник, Београд Гледаоци: 428 Судије: Владимир Јевтовић, Стефан Ћалић, Александар Милојевић |  |

### Разигравање за титулу

#### Полуфинале
* Први пар:
| 24. 5. 2024. 20:30 | Извештај | Црвена звезда Меридијанбет                                                              | 97 : 87 | ФМП Сокербет                        | Хала Пионир, Београд Гледаоци: 3.892 Судије: Урош Обркнежевић, Немања Влаховић, Жарко Станковић |  |
| 24. 5. 2024. 20:30 | Извештај | Четвртине: 27 : 13, 18 : 29, 25 : 23, 27 : 22                                           |         |                                     | Хала Пионир, Београд Гледаоци: 3.892 Судије: Урош Обркнежевић, Немања Влаховић, Жарко Станковић |  |
| 24. 5. 2024. 20:30 | Извештај | Поени: Дос Сантос 25 Скокови: Митровић 10 Асистенције: Теодосић 7 Индекс: Дос Сантос 32 |         | Ребец 16 Кузмић 10 Ребец 8 Ребец 20 | Хала Пионир, Београд Гледаоци: 3.892 Судије: Урош Обркнежевић, Немања Влаховић, Жарко Станковић |  |
| 24. 5. 2024. 20:30 | Извештај | 1 : 0                                                                                   |         |                                     | Хала Пионир, Београд Гледаоци: 3.892 Судије: Урош Обркнежевић, Немања Влаховић, Жарко Станковић |  |

| 27. 5. 2024. 18:00 | Извештај | ФМП Сокербет                                                            | 75 : 98 | Црвена звезда Меридијанбет                            | Дворана Железник, Београд Гледаоци: 1.428 Судије: Владимир Јевтовић, Владимир Весковић, Радош Арсенијевић |  |
| 27. 5. 2024. 18:00 | Извештај | Четвртине: 13 : 24, 17 : 26, 28 : 22, 17 : 26                           |         |                                                       | Дворана Железник, Београд Гледаоци: 1.428 Судије: Владимир Јевтовић, Владимир Весковић, Радош Арсенијевић |  |
| 27. 5. 2024. 18:00 | Извештај | Поени: Новак 26 Скокови: Кузмић 8 Асистенције: Ребец 7 Индекс: Новак 24 |         | Дос Сантос 16 Илић, Томпкинс 6 Теодосић 9 Митровић 24 | Дворана Железник, Београд Гледаоци: 1.428 Судије: Владимир Јевтовић, Владимир Весковић, Радош Арсенијевић |  |
| 27. 5. 2024. 18:00 | Извештај | 0 : 2                                                                   |         |                                                       | Дворана Железник, Београд Гледаоци: 1.428 Судије: Владимир Јевтовић, Владимир Весковић, Радош Арсенијевић |  |

* Други пар:
| 24. 5. 2024. 18:30 | Извештај | Партизан Моцарт бет                                                                                  | 82 : 72 | Мега МИС                                            | Београдска арена, Београд Гледаоци: 3.269 Судије: Марко Јурас, Владимир Јевтовић, Синиша Прпа |  |
| 24. 5. 2024. 18:30 | Извештај | Четвртине: 22 : 22, 18 : 20, 23 : 13, 19 : 17                                                        |         |                                                     | Београдска арена, Београд Гледаоци: 3.269 Судије: Марко Јурас, Владимир Јевтовић, Синиша Прпа |  |
| 24. 5. 2024. 18:30 | Извештај | Поени: Трифуновић 23 Скокови: Трифуновић 8 Асистенције: Аврамовић, Смаилагић 5 Индекс: Трифуновић 25 |         | Јовић 15 Марковић 12 Ђуришић, Иљасоглу 7 Ђуришић 15 | Београдска арена, Београд Гледаоци: 3.269 Судије: Марко Јурас, Владимир Јевтовић, Синиша Прпа |  |
| 24. 5. 2024. 18:30 | Извештај | 1 : 0                                                                                                |         |                                                     | Београдска арена, Београд Гледаоци: 3.269 Судије: Марко Јурас, Владимир Јевтовић, Синиша Прпа |  |

| 27. 5. 2024. 20:00 | Извештај | Мега МИС                                                                     | 92 : 88 | Партизан Моцарт бет                          | Тренинг центар Дејан Милојевић, Београд Гледаоци: 326 Судије: Урош Обркнежевић, Иван Стефановић, Петар Пешић |  |
| 27. 5. 2024. 20:00 | Извештај | Четвртине: 18 : 28, 23 : 19, 26 : 15, 25 : 26                                |         |                                              | Тренинг центар Дејан Милојевић, Београд Гледаоци: 326 Судије: Урош Обркнежевић, Иван Стефановић, Петар Пешић |  |
| 27. 5. 2024. 20:00 | Извештај | Поени: Јовић 14 Скокови: Јелавић 7 Асистенције: Петровић 5 Индекс: Филипс 16 |         | Кабокло 18 Трифуновић 7 Поњитка 4 Кабокло 23 | Тренинг центар Дејан Милојевић, Београд Гледаоци: 326 Судије: Урош Обркнежевић, Иван Стефановић, Петар Пешић |  |
| 27. 5. 2024. 20:00 | Извештај | 1 : 1                                                                        |         |                                              | Тренинг центар Дејан Милојевић, Београд Гледаоци: 326 Судије: Урош Обркнежевић, Иван Стефановић, Петар Пешић |  |

| 30. 5. 2024. 18:00 | Извештај | Партизан Моцарт бет                                                              | 96 : 68 | Мега МИС                               | Београдска арена, Београд Гледаоци: 1.526 Судије: Урош Николић, Владимир Јевтовић, Стефан Ћалић |  |
| 30. 5. 2024. 18:00 | Извештај | Четвртине: 39 : 9, 8 : 22, 23 : 16, 26 : 21                                      |         |                                        | Београдска арена, Београд Гледаоци: 1.526 Судије: Урош Николић, Владимир Јевтовић, Стефан Ћалић |  |
| 30. 5. 2024. 18:00 | Извештај | Поени: Ледеј 17 Скокови: Кабокло 8 Асистенције: Аврамовић 9 Индекс: Аврамовић 23 |         | Јовић 21 Јелавић 6 Петровић 5 Јовић 22 | Београдска арена, Београд Гледаоци: 1.526 Судије: Урош Николић, Владимир Јевтовић, Стефан Ћалић |  |
| 30. 5. 2024. 18:00 | Извештај | 2 : 1                                                                            |         |                                        | Београдска арена, Београд Гледаоци: 1.526 Судије: Урош Николић, Владимир Јевтовић, Стефан Ћалић |  |

#### Финале
| 3. 6. 2024. 20:00 | Извештај | Црвена звезда Меридијанбет                                                              | 89 : 88 | Партизан Моцарт бет                                      | Хала Пионир, Београд Гледаоци: 6.135 Судије: Миливоје Јовчић. Урош Обркнежевић, Владимир Јевтовић |  |
| 3. 6. 2024. 20:00 | Извештај | Четвртине: 31 : 24, 20 : 28, 26 : 21, 12 : 15                                           |         |                                                          | Хала Пионир, Београд Гледаоци: 6.135 Судије: Миливоје Јовчић. Урош Обркнежевић, Владимир Јевтовић |  |
| 3. 6. 2024. 20:00 | Извештај | Поени: Давидовац 23 Скокови: Давидовац 9 Асистенције: Дос Сантос 7 Индекс: Давидовац 34 |         | Аврамовић 20 Аврамовић, Ледеј 6 Аврамовић 6 Аврамовић 29 | Хала Пионир, Београд Гледаоци: 6.135 Судије: Миливоје Јовчић. Урош Обркнежевић, Владимир Јевтовић |  |
| 3. 6. 2024. 20:00 | Извештај | 1 : 0                                                                                   |         |                                                          | Хала Пионир, Београд Гледаоци: 6.135 Судије: Миливоје Јовчић. Урош Обркнежевић, Владимир Јевтовић |  |

| 5. 6. 2024. 20:00 | Извештај | Партизан Моцарт бет   | 0 : 20 | Црвена звезда Меридијанбет | Београдска арена, Београд |  |
| 5. 6. 2024. 20:00 | Извештај | Четвртине: —, —, —, — |        |                            | Београдска арена, Београд |  |

| Првак Суперлиге Србије у кошарци 2023/24. |
| ----------------------------------------- |
| Црвена звезда 9. титула                   |